# 天鵝座A
天鵝座A（3C 405）是一個電波星系，是天空中最強的電波源之一。

## 發現和鑒定
天鵝座的這個集中無線電波源是由格羅特·雷伯於1939年發現的。1946年史坦利·海伊和他的同事詹姆斯·菲力浦斯確定了該電波源正在快速閃爍，並確認其為一個緻密的天體。 1951年，天鵝座A與仙后座A和船尾座A一起是第一批用光學儀器識別的「電波源」。其中，天鵝座A成為第一個電波星系，另外兩個是銀河系內的 星雲。1953年羅傑·克利夫頓·詹尼森和馬里納爾·庫馬爾·達斯·古普塔表明它是一個雙電波源。像所有電波星系一樣，它包含一個活躍星系核（AGN）。位於核心的超大質量黑洞的質量為(2.5±0.7)×109 M☉。來自AGN的噴流隨後在周圍的星際介質 （IGM）中生成無線電波瓣，也觀察到在其中誘導的熱點。
天鵝座A是一個豐富的星系團中的cD星系，並且已經有大約200個與其相鄰近的星系被發現。另外，更大的天鵝座星系團正在經歷一個星系團合併，這是最早的星系團合併之一，其徑向速度（多普勒頻移）已通過X射線光譜測量。

## 噴流和熱點
電磁波的無線電部分的星系圖像顯示，兩股噴流從星系中心向相反的方向噴出。這些噴流延伸的寬度是宿主星系部分寬度的許多倍，該部分以可見波長發射輻射。噴流的末端是兩個電波瓣，其邊緣有輻射更強的「熱點」。這些熱點在噴流中的物質與周圍的星際介質碰撞時形成。  
钱德拉X射线天文台在X射線範圍內的解析度提供了更詳細地觀察熱點所需的解析度和波長，結果證明它們是兩個裂片中的空腔或孔狀結構。
主要在電波頻譜中觀察到，也可以在X射線範圍內觀察到，這些熱點與星系際介質或星系內介質（ICM）相互作用。錢德拉X射線天文台在X射線範圍內的解析度提供了更詳細地觀察熱點所需的解析度和波長，結果證明它們是兩個電波瓣中的空腔或空洞狀結構。在電波瓣的熱點處看到的空腔是由由天鵝座A的AGN提供動力的噴流，與星系周圍的星系團內介質之間的相互作用引起的。X射線噴流對這些熱點進行加熱，使它們通電並將周圍的電漿推開，在ICM上形成空腔。最明顯的空腔位於東葉（左側），其直徑約為3,900秒差距（約11,700光年），深度為13.3千秒差距（44,000 光年）。
雖然沒有被直接觀測到，但天鵝座A的光譜表明有一個塵埃狀的環面遮住了以噴流軸為中心的AGN。依據觀察，圓環從中心以徑向向外延伸約200秒差距，估計高度為143秒差距。

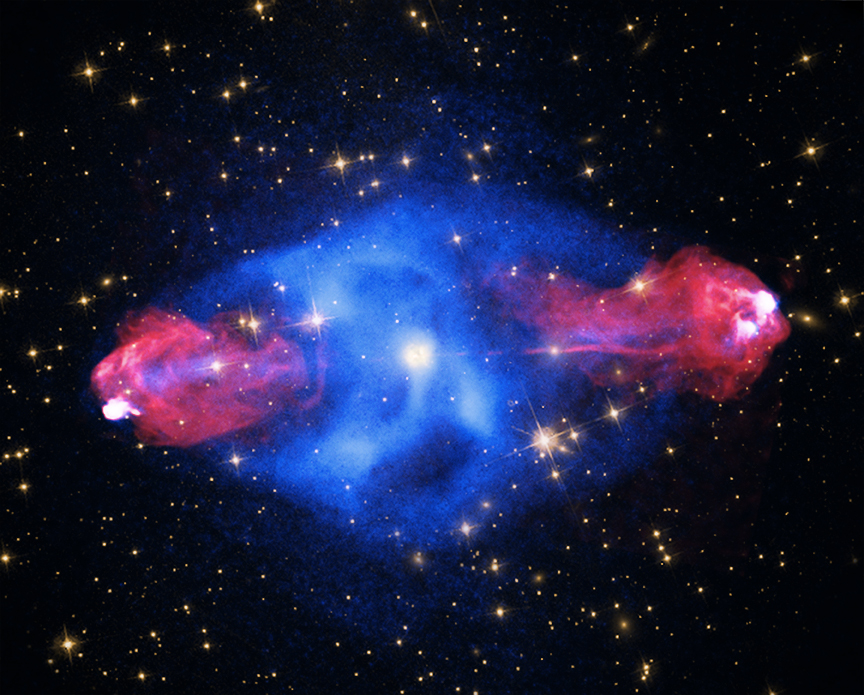
來自錢德拉太空望遠鏡的X射線（藍色）和NSF超大陣列的無線電（紅色）的合成的天鵝座A圖像。東西瓣中的明亮熱點表現為紅色和藍色。

## 第二個黑洞
2016年，人類在距離天鵝座A中心460秒差距的地方發現了電波瞬變現象。在1989年至2016年期間，這個與先前已知紅外源位置重疊的天體的電波通量密度至少增加了8倍，其光度與已知最亮的超新星相當。由於在此期間缺乏測量，該物體通量密度增亮的速度未知，但自發現以來，該物體一直保持相對恆定的磁通量密度。其觀測數據與圍繞主天體運行的第二個超大質量黑洞一致，同時次級天體經歷了快速的吸積率增加。推斷的軌道時間尺度與主要來源的活動相同，這表明次要來源可能正在擾動主要來源並導致物質流出。

## 進階讀物
- Harris, D. E.; Carilli, C. L.; Perley, R. A. . Nature. 1994, 367 (6465): 713. Bibcode:1994Natur.367..713H. S2CID 4352349. doi:10.1038/367713a0.
- . SIMBAD Astronomical Database.
- Blanco, Philip. . 1997-02-07. （原始内容存档于2012-02-10）.
- Tuesday, Alison Klesman. . Astronomy.com. May 2017 （英语）.

## 外部連結
- Information about Cygnus A from SIMBAD.
- Hubble Uncovers a Hidden Quasar in a Nearby Galaxy (Cygnus A)
- A primitive transit recording (7 July 1998) of Cygnus A by English radio amateur Geoff Royle G4FAS